# Zdeněk Humhal
Zdeněk Humhal (ur. 30 grudnia 1933 w Pradze, zm. 24 listopada 2015 tamże) – czeski siatkarz, wicemistrz olimpijski 1964 z Tokio, dwukrotny wicemistrz świata (1960, 1962) i dwukrotny mistrz Europy (1955, 1958).

## Życiorys
W młodości Humhal oprócz siatkówki uprawiał także koszykówkę. Był w składzie reprezentacji Czechosłowacji w siatkówce, która triumfowała podczas mistrzostw Europy w 1955 w Rumunii oraz jako gospodarz w 1958. Razem z drużyną narodową zdobywał także srebrne medale podczas mistrzostw świata 1960 w Brazylii i 1962 w ZSRR. Wystąpił na igrzyskach olimpijskich 1964 w Tokio. Zagrał w ośmiu z dziewięciu rozgrywanych meczów. Jego zespół z ośmioma zwycięstwami i jedną porażką zajął drugie miejsce w turnieju. W reprezentacji grał w latach 1954–1964.
Od 1953 grał w klubie Slavia VŠ Praha, z którym pięciokrotnie triumfował w mistrzostwach Czechosłowacji w latach 1956–1959 i 1964. Był pierwszym zawodnikiem z Czechosłowacji grającym w lidze włoskiej – był zawodnikiem i trenerem Salvarani Parma (1967–1968) oraz Petrarca Padwa (1968–1971).
Po zakończeniu kariery zawodniczej był trenerem i działaczem sportowym. Pełnił funkcję trenera starszych juniorek w Slavii Praga (1975–1976) oraz juniorek reprezentacji Czechosłowacji (1978). W latach 1977–1978 był przewodniczącym Czeskiego Związku Piłki Siatkowej. Jest absolwentem Wydziału Mechanicznego Politechniki Czeskiej w Pradze.
Od 1986 mieszkał z rodziną w Stanach Zjednoczonych. Zmarł 24 listopada 2015 w wieku 82 lat. Zmagał się z chorobą Parkinsona.